# Árvalányhaj
Az árvalányhaj (Stipa) az egyszikűek (Liliopsida) osztályának perjevirágúak (Poales) rendjébe, ezen belül a perjefélék (Poaceae) családjába tartozó nemzetség.

## Előfordulásuk
A különböző árvalányhajfajok előfordulási területe Ausztrália és Antarktika kivételeivel, minden más kontinenst magába foglal. Ezek a füvek őshonosak Észak- és Közép-Amerika legnagyobb részein, Dél-Amerika nyugati kétharmadában, majdnem az egész Eurázsiában - kivéve Izlandot, a Brit-szigeteket, Skandinávia nagy részét, Szibéria legkeletibb térségeit és Délkelet-Ázsiát. Afrikában csak északon, kelet egyes részein és legdélebben fordul elő természetes állapotban.
A botanikusok korábban úgy vélték, hogy az ausztráliai fajok is eme nemzetség részei, azonban a további kutatások bebizonyították, hogy egyéb csoportot alkotnak és létrehozták nekik az Austrostipa nevű növénynemzetséget. Ausztráliába és Új-Zélandra betelepítette az ember.

## Fordítás
- Ez a szócikk részben vagy egészben  a   Stipa című angol Wikipédia-szócikk ezen változatának fordításán alapul.  Az eredeti cikk szerkesztőit annak laptörténete sorolja fel. Ez a jelzés csupán a megfogalmazás eredetét és a szerzői jogokat jelzi, nem szolgál a cikkben szereplő információk forrásmegjelöléseként.